# Río Paralelo
El río Paralelo es un curso natural de agua que desemboca en la costa norte del fiordo Almirantazgo de la isla Grande de Tierra del Fuego, en la Comuna de Timaukel, Provincia de Tierra del Fuego de la Región de Magallanes, Chile.

## Trayecto
El río fluye en dirección noroeste paralela al fiordo para entonces girar en 90° al suroeste y desembocar en el fiordo, casi frente a la bahía Ainsworth.

## Caudal y régimen
El "Plan estratégico de gestión hídrica Tierra del Fuego" de la DGA lo califica como uno de los "ríos menores y chorrillos de escaso desarrollo que llevan agua hacia el Estrecho, entre ellos los ríos o arroyos Marazzi, Riquelme, Bautista, Mc Clelland, Nogueira, Green, Blanco, Woodsend, La Paciencia, Paralelo".: 16 

## Población, economía y ecología
La desembocadura del río forma parte del bien nacional protegido Río Paralelo.